# Julia Meade
Pour les articles homonymes, voir Ritter.
Julia Meade est une actrice américaine, née le 17 décembre 1925 à Boston (Massachusett) et morte le 16 mai 2016 à Manhattan (New York).

## Biographie
Ses parents sont Adam Kunz et Caroline Kunz, d'origine allemande. Julia Meade grandit à Ridgewood (New Jersey) dans le New Jersey.
Elle étudie à l'université Yale dans la section d'art dramatique.
Elle débute à la télévision dans le film The Lost Colony. Elle débute à New York en 1948 comme modèle.
Elle débute au théâtre à Broadway en 1954 dans la comédie Le Tendre Piège.
Elle se marie avec l'artiste Worsham Rudd le 17 mai 1952. Ils ont deux enfants, Caroline et Alice.

## Filmographie
- 1952 : Lux Video Theatre (en) (série tv)
- 1953 : Goodyear Television Playhouse  (série tv)
- 1955 : Toast of the Town (série tv)
- 1958 : Playhouse 90 (série tv)
- 1958 : Armstrong Circle Theatre
- 1959 : Confidences sur l'oreiller
- 1961 : Les Lycéennes : Suzanne Rook
- 1962 : Zotz! : Virginia Fenster
- 1968 : The Christophers : Virginia Fenster
- 1988 : My First Love : Chris Townsend
- 1990 : Présumé Innocent

## Distinction
- Prix Sarah-Siddons 1963